# Zoo de Brookfield
Pour les articles homonymes, voir Brookfield.
Le Zoo de Brookfield (aussi connu comme Chicago Zoological Park) est un parc zoologique américain situé dans l'Illinois, à Brookfield, dans la banlieue de Chicago. Il est la propriété du Forest Preserve District of Cook County (en), mais est géré par la Chicago Zoological Society. Ouvert le 1er juillet 1934, le zoo de Brookfield gagne une reconnaissance internationale par son utilisation de fossés ou de douves pour présenter les animaux plutôt que des cages. Il est le premier zoo américain à présenter un panda géant.[réf. nécessaire]
D'une superficie de 87 hectares, il abrite environ 450 espèces d'animaux dont des ours blancs, des orang-outans, des okapis et un groupe de huit grands dauphins.
En 2010, il a accueilli 2,2 millions de visiteurs, ce qui en fait le cinquième parc zoologique traditionnel le plus visité des États-Unis.

## Historique
De 1933 à 1935, le zoo a abrité la collection de serpents venimeux de Grace Olive Wiley. En 1935, plusieurs serpents s'en sont échappés, notamment un spécimen de l'espèce Vermicella annulata, dangereuse pour les humains. Cet événement a provoqué le renvoi de Wiley.
Le zoologiste George Rabb en a été le directeur de 1976 à 2003.
En 2012, le zoo de Brookfield annonce sa première naissance de chat à pieds noirs depuis son acquisition d'un couple en 2009, dont l'abandon par la femelle a nécessité un nourrissage au biberon de l'unique chaton.